# Thiratoscirtus
Thiratoscirtus là một chi nhện trong họ Salticidae.